# Joseki
Een joseki (定石, jōseki) is een reeks van zetten in het bordspel go. Deze zetten resulteren in een redelijk resultaat voor beide partijen. 定 (jō) betekent "vast" of "gedefinieerd" en 石 (seki) betekent "stenen". Met andere woorden betekent joseki dus bijna letterlijk "vaste sequentie". Joseki is 定式 in het Chinees.
De "redelijkheid" is dikwijls een afweging en uitwisseling van territorium en invloed. Soms is het interessanter om te kiezen voor een joseki die veel territorium (directe punten) biedt, maar daarentegen is het soms interessanter om te kiezen voor een sequentie die in een sterke invloedrijke positie resulteert. Het succes van het volgen van een bepaalde joseki hangt dus samen met de concrete spelsituatie. Juist omdat er zich zoveel verschillende posities kunnen voordoen zijn er in de loop der jaren Joseki ontstaan voor bijna iedere denkbare positie. Toch zijn er situaties waar er nog geen vaste sequenties voor bestaan, in dat geval is men wel verplicht om af te wijken van de bestaande joseki.
De term "joseki" wordt meestal toegepast voor sequenties in de hoeken van het bord aan het begin van het spel. Maar er bestaan ook zogenaamde middenspel joseki en zijkant joseki.
Er is een oneindige discussie gaande tussen go-spelers over het belang van het studeren van joseki. Zo zou het studeren van joseki kunnen leiden tot een smallere kijk op het spel waar spelers niet durven afwijken van de standaardsequenties en de betekenis achter de zetten verloren gaat. Joseki-aanhangers beweren dan weer op hun beurt dat het studeren van joseki resulteert in een betere kennis van vormen, een snellere leercyclus en een direct voordeel in de concrete probleemsituaties.